# Fauriellidae
Fauriellidae (лат.) — семейство трипсов. 5 видов. Слабоизученная группа мелких насекомых. Вид Opisthothrips elytropappi был обнаружен на растениях из семейства Asteraceae (Mound et al., 1980), а самки вместе с личинками Parrellathrips ullmanae собраны на цветах Garrya vealchii (Garryaceae) в Калифорнии (Mound & Marullo, 1999). Два европейских вида (Ropotamothrips buresi и R. ressli) этого семейства предположительно связаны с растениями рода полынь (Artemisia; zur Strassen, 2003).

## Систематика
В мировой фауне 4 рода и 5 видов, в Европе — 1 вид (Ropotamothrips buresi Pelikan, 1958).
- Fauriella Hood, 1937[7]
  - Fauriella natalensis Hood, 1937 — Южная Африка[8]
- Opisthothrips[7]
  - Opisthothrips elytropappi Hood, 1937 — Южная Африка[9]
- Parrellathrips Mound & Marullo, 1998[2]
  - Parrellathrips ullmanae Mound & Marullo, 1998 — Калифорния, США.[10]
- Ropotamothrips Pelikan, 1958 (=Osmanothrips Priesner, 1961)
  - Ropotamothrips buresi Pelikan, 1958 — Болгария, Германия, Испания.[11][12]
  - Ropotamothrips ressli (Priesner, 1961) — Турция.[13][14]